# Fritz Ley
Fritz Wilhelm Ley (* 23. März 1901 in Berlin; † Dezember 1980) war ein deutscher Schauspieler bei Bühne und Film sowie ein Synchronsprecher.

## Leben und Wirken
Der Sohn des Kaufmanns Hermann Ley besuchte erst eine Mittel-, dann eine Handels- und schließlich eine Schauspielschule. Ley begann kurz nach Ende des Ersten Weltkriegs an einem Tourneetheater und trat in den folgenden Jahren in deutschen Provinzstädten wie Gleiwitz, Lüneburg und Freiburg im Breisgau auf. Eine Gastspielreise führte ihn sogar an das Deutsche Theater in Milwaukee. Wieder zurück in Berlin, sah man Fritz Ley kurzzeitig an den Barnowsky-Bühnen, am Hebbel-Theater und zuletzt, zu Beginn der 1930er Jahre, auch für eine Spielzeit am Berliner Theater in der Kommandantenstraße. Erneute Tourneen führten Ley auch mit Paul Wegener zusammen. In diesen frühen Jahren wirkte Ley überdies in dem einen oder anderen Stummfilm mit, beginnend mit Nju, derjenigen Produktion, die der jungen Elisabeth Bergner und ihrem Hausregisseur Paul Czinner den Durchbruch verschaffte. Leys Filmrollen waren durchweg klein. 
Mit Beginn der 1930er Jahre schuf sich Fritz Ley ein zweites, berufliches Standbein und begann sich intensiv der Synchrontätigkeit zu widmen. In den Kriegsjahren (erste Hälfte der 1940er Jahre), als im Reich kaum noch synchronisiert wurde, kehrte er vorübergehend zum Theater zurück und wurde wiederum für Tourneebühnen verpflichtet, die diesmal für die Truppenbetreuung eingesetzt wurden. Nach 1945 nahm Fritz Ley die Synchronarbeit wieder auf und wurde bei einzelnen Filmen die deutsche Stimme bekannter anglo-amerikanischer Kollegen wie Henry Fonda, James Mason, Cary Grant, Boris Karloff, Karl Malden und Alan Ladd. Er lieh aber auch weniger bekannten Darstellern wie Hugh Williams (in Leise kommt das Glück zu Dir), Frits van Dongen (in Mädchen im Rampenlicht), Paul Stewart (in Das unheimliche Fenster), Barton MacLane (in Tarzan wird gejagt) und Brian Donlevy (in In Ketten um Kap Horn) seine deutsche Stimme. Vor die Kamera trat Fritz Ley kaum noch.

## Filmografie
- 1924: Nju
- 1926: Ballettmädels
- 1926: Die Königin vom Moulin Rouge
- 1927: Hotel Erzherzogin Viktoria (Seine Hoheit, der Eintänzer)
- 1931: Ich geh’ aus und Du bleibst da
- 1931: Jeder fragt nach Erika
- 1932: Ein steinreicher Mann
- 1936: Drei Mäderl um Schubert
- 1970: Schere-reien - Frisierte Indiskretionen (TV-Serie)
- 1971: Die Frau in Weiß (TV-Mehrteiler)
- 1973: Wenn ihr wollt, ist es kein Märchen (Fernsehfilm)
- 1974: Nivose, der Schneemonat (HFF-Abschlussfilm)
- 1977: Das zweite Erwachen der Christa Klages

## Hörspiele (Auswahl)
- 1957: Carlo Goldoni: Der Lügner – Bearbeitung und Regie: Wilhelm Semmelroth